# Exo (gruppo musicale)
Gli Exo (엑소?, EksoLR; abbreviazione di "Exoplanet") sono un gruppo musicale sudcoreano-cinese formatosi a Seul nel 2012.
Creati dall'agenzia SM Entertainment nel 2011, hanno debuttato nel 2012. Il gruppo era inizialmente composto da dodici membri divisi in due sotto unità, Exo-K (Suho, Baek-hyun, Chan-yeol, D.O., Kai e Se-hun) ed Exo-M (Xiumin, Lay, Chen, Kris, Luhan e Tao), promuovendo gli stessi brani rispettivamente in coreano e in mandarino, fino all'uscita di Overdose nel 2014. Dopo le battaglie legali del 2014-2015 che hanno visto l'uscita di Kris, Luhan e Tao dal gruppo, gli Exo hanno proseguito la loro carriera in nove. La loro musica comprende un'ampia gamma di generi come pop, hip hop e R&B, oltre che generi legati alla EDM quali house, trap e synth pop. Gli Exo pubblicano i loro album in coreano, mandarino e giapponese. Si sono classificati nella top 5 delle celebrità più influenti nella lista Forbes Korea Power Celebrity dal 2014 fino al 2018.
Il loro quarto album The War (2017) è il loro album best seller, con oltre 1,6 milioni di copie solo in Corea del Sud. Dall'inizio del loro primo tour nel 2014, gli Exo hanno eseguito oltre 100 concerti su quattro tour, oltre a partecipare a tour in comune multipli. Essi sono anche noti al di fuori del loro lavoro nella musica, per esempio per i loro contratti di sponsorizzazione con marche come Nature Republic e Samsung, e le loro attività filantropiche con "Smile for U", un progetto congiunto con la SM Entertainment e l'Unicef iniziato nel 2015.

## Storia

### 2006-2011: formazione
Il leader, Suho, fu il primo membro ad entrare nella SM Entertainment, dopo la riuscita di un'audizione nel 2006. L'anno dopo Kai vinse il Youth Best Contest della SM e fu messo sotto contratto. I membri successivi a diventare apprendisti nel 2008 furono Park Chan-yeol, che aveva vinto il secondo posto allo Smart Model Contest, e Oh Se-hun, che aveva sostenuto quattro audizioni in due anni. Nel 2010, D.O. superò i provini di canto. L'ultimo membro degli Exo-K a diventare apprendista fu Byun Baek-hyun, che fu allenato per un anno circa prima del debutto. Degli Exo-M, il primo a diventare apprendista fu Kris Wu attraverso il provino globale in Canada nel 2008, dopo il quale si trasferì in Sud Corea per la formazione da idol. In quello stesso anno, Lay passò le audizioni a Changsha e si trasferì anche lui in Corea, mentre Xiumin vinse il secondo posto dopo essere andato al provino insieme ad un amico. Nel 2010, fu la volta di Luhan, che, notato da un rappresentante della SM Town, passò l'audizione, mentre Tao fu scoperto tramite un talent show. Infine, l'ultimo membro a entrare negli Exo-M fu Chen, attraverso il casting del 2011.
Nel maggio del 2011, ad un seminario all'Università di Stanford, l'AD della SM Entertainment Lee Soo-man parlò di una strategia di debutto per una nuova boy-band che sarebbe stata divisa in due sottogruppi, i quali avrebbero promosso le stesse musiche simultaneamente in Corea del Sud e in Cina, rispettivamente in coreano e in cinese. Dopo diverse modifiche ai membri, nel dicembre del 2011 il gruppo fu definito e gli venne attribuito il nome di Exo, abbreviazione di "exoplanet". Furono divisi in due sottogruppi, Exo-K ("K" sta per coreano) per la Corea del Sud ed Exo-M ("M" sta per mandarino) per la Cina. La prima performance televisiva della band fu all'annuale evento Gayo Daejun della SBS il 29 dicembre 2011.

### 2012-2013: debutto eXOXO

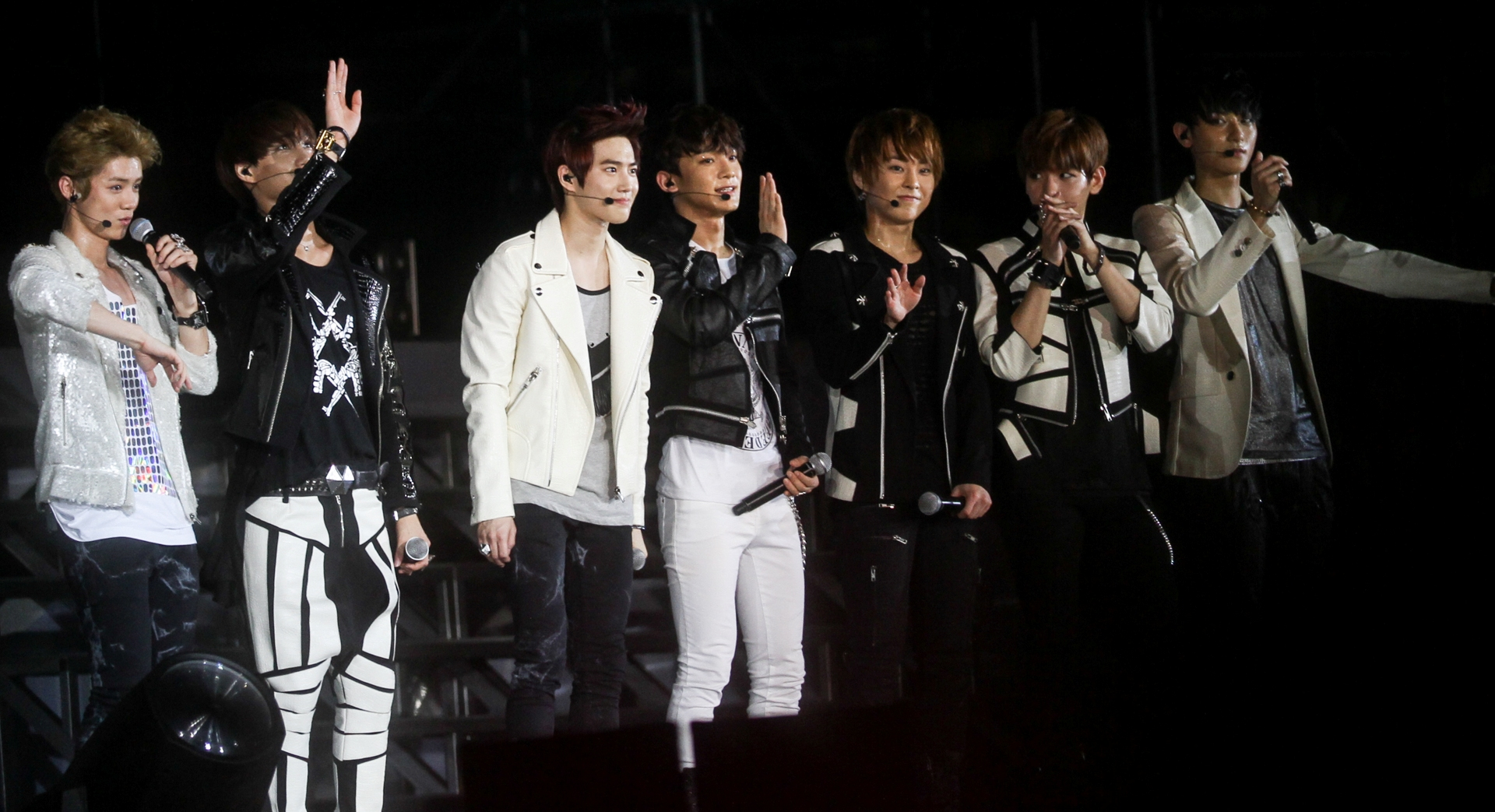
Gli Exo al SM Town Live World Tour III a Singapore nel novembre 2012.

Gli Exo-K e gli Exo-M fecero il loro debutto con il singolo Mama l'8 aprile 2012, seguito poi dall'EP Mama che fu pubblicato il 9 aprile. I due sottogruppi promossero i loro album separatamente; gli Exo-K si esibirono al programma musicale Inkigayo in Corea del Sud, mentre gli Exo-M in Cina ai Top Chinese Music Award lo stesso giorno. L'album coreano arrivò al primo posto nella Gaon Album Chart e all'ottavo posto nella Billboard World Albums Chart. La versione cinese di Mama fu al secondo posto in Cina sulla Sina Album Chart e al primo posto sui siti di streaming cinesi. Prima del debutto, gli Exo pubblicarono due singoli prologo intitolati "What Is Love" e "History"; il primo raggiunse l'88º posto nella Gaon Digital Chart, mentre l'altro il 68º posto della Gaon Digital Chart e il sesto in Cina nella Sina Music Chart. Gli Exo furono premiati come miglior nuovo gruppo asiatico agli Mnet Asian Music Award 2012 e come Newcomer (nuovo arrivato) ai Golden Disk Award. Inoltre, nel 2013 gli Exo-M ricevettero il premio di Gruppo più popolare ai Top Chinese Music Award.

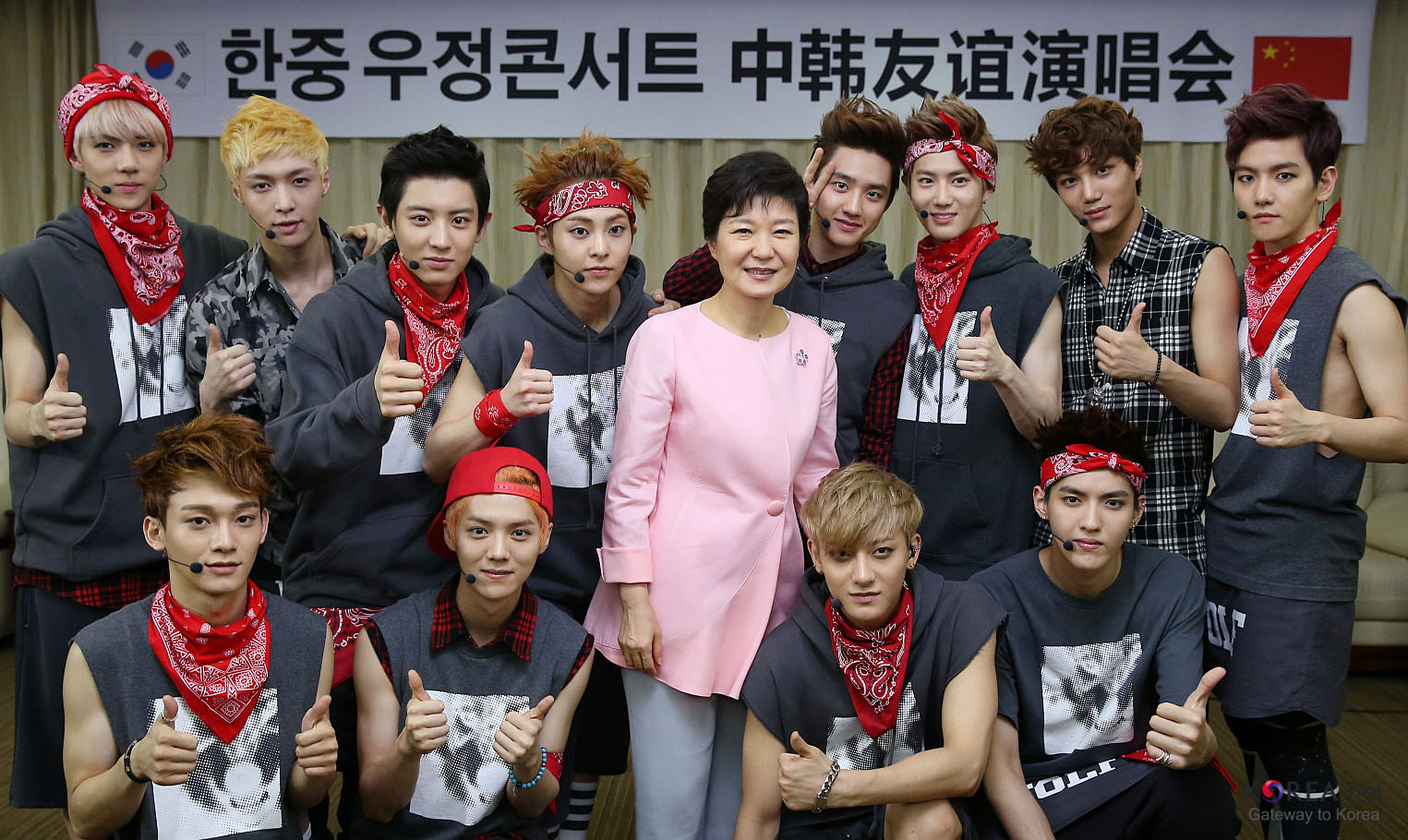
Gli Exo con la presidente della Corea del Sud, Park Geun-hye, in Cina il 28 giugno 2013.

Il primo album in studio del gruppo, XOXO fu pubblicato il 3 giugno 2013 in due versioni, una in coreano e una in mandarino. Diversamente dall'EP Mama, per il quale gli Exo-K ed Exo-M avevano promosso separatamente, XOXO fu promosso insieme e principalmente in Corea. Gli Exo registrarono l'apripista dell'album Wolf insieme, ma i restanti brani furono incisi separatamente. La riedizione di XOXO, intitolata Growl, fu pubblicata il 5 agosto 2013 con tre brani in più. Il brano apripista Growl raggiunse il terzo posto sulla Korea K-Pop Hot 100 di Billboard e al secondo posto della Gaon Digital Chart. Tutte le versioni di XOXO vendettero collettivamente oltre un milione di copie, il che rese gli Exo i primi artisti coreani a vendere oltre un milione di copie di un album in 12 anni, dal 2001. Nel dicembre 2013, gli Exo pubblicarono il loro secondo EP, Miracles in December, contenente il brano omonimo. Prima dell'uscita dell'EP, il gruppo promosse l'album attraverso il suo primo reality show Exo's Showtime, il quale esordì il 28 novembre 2013 sul canale MBC Every 1. Gli Exo conclusero l'anno vincendo i premi Canzone dell'anno ai Melon Music Award per Growl, Album dell'anno ai Golden Disk Award e agli Mnet Asian Music Award per XOXO, e Artista dell'anno ai Seoul Music Award.

### 2014-2015:Overdose, primo tour eExodus
Il terzo EP Overdose fu pubblicato il 7 maggio 2014. In origine l'uscita era programmata per il 21 aprile, però fu posticipata a causa del naufragio del Sewol il 16 aprile. Overdose fu promosso dagli Exo-K in Corea e dagli Exo-M in Cina. Il disco accumulò oltre 660.000 richieste di pre-ordini prima di essere pubblicato, rendendolo l'EP coreano più ordinato nella storia fino a quel momento. Inoltre l'edizione coreana si posizionò al secondo posto della Bilboard World Albums Chart e al 129º posto della Billboard 200, rendendo gli Exo la boy-band coreana con la posizione più alta in tale classifica a quei tempi. Overdose diventò l'album best seller del 2014 in Corea del Sud, arrivò in vetta alle classifiche annuali e vinse il premio Album dell'anno agli Mnet Asian Music Award.

Il 15 maggio 2014, la SM Entertainment confermò che Kris aveva fatto causa all'agenzia per terminare il suo contratto. Il cantante asserì di essere stato trattato più come un prodotto che come una persona, e di aver sofferto di problemi di salute, ingiusta distribuzione dei profitti e restrizione della libertà. Il gruppo iniziò il loro primo tour Exo from Exoplanet 1: The Lost Planet il 24 maggio all'Olympic Gymnastics Arena. I biglietti per il concerto furono venduti in 1,47 secondi, infrangendo il record di velocità per un concerto di un artista coreano. Il 10 ottobre anche Luhan presentò una causa contro la SM Entertainment per annullare il suo contratto. Citò come motivazioni dei problemi di salute e di aver ricevuto un trattamento diverso rispetto ai membri coreani del gruppo.

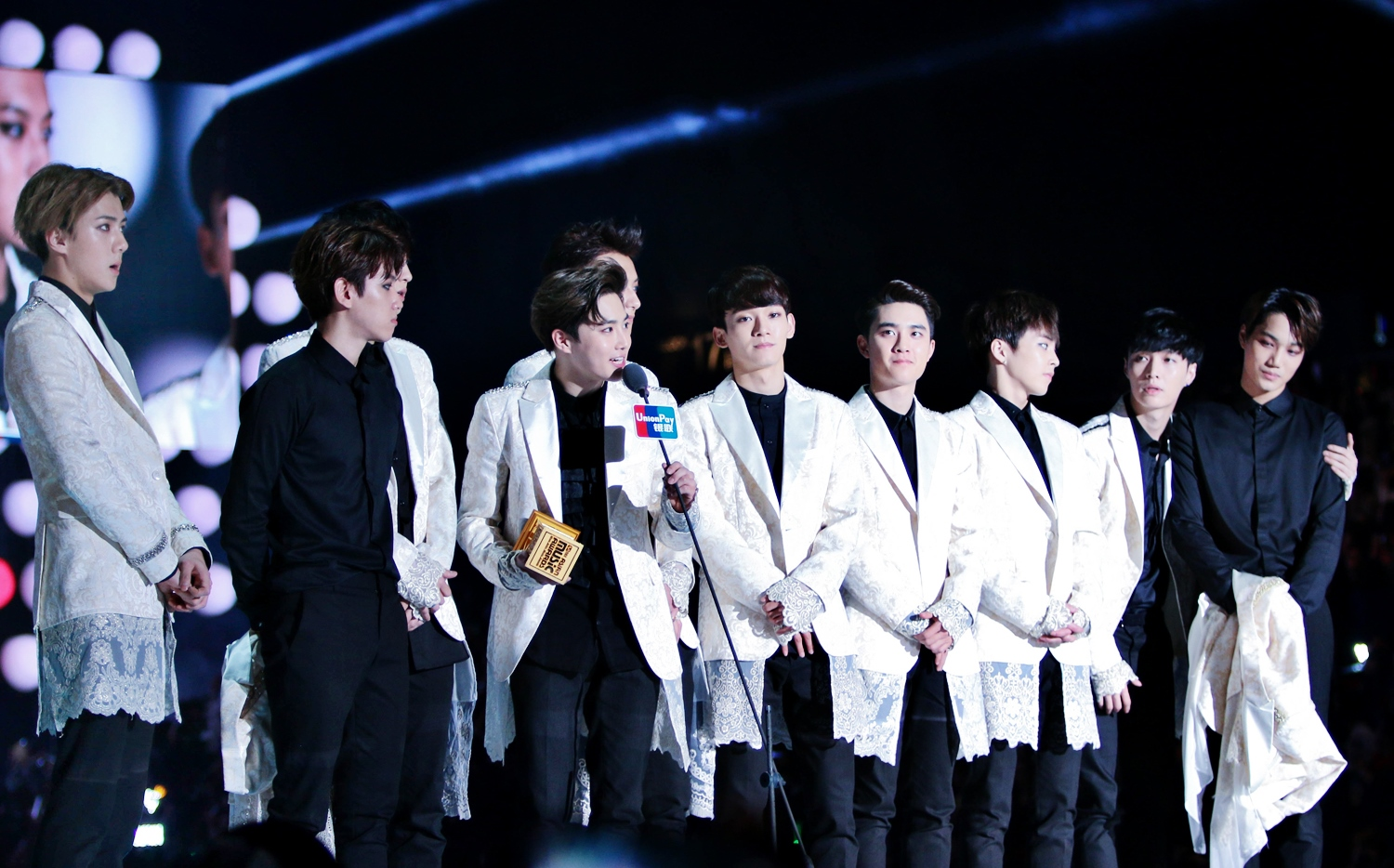
Gli Exo agli Mnet Asian Music Award nel dicembre 2014.

Il 22 dicembre gli Exo pubblicarono il loro primo live album, Exology Chapter 1: The Lost Planet. L'apripista "December 2014 (The Winter's Tale)" arrivò al primo posto nella Gaon Digital Chart, la loro prima hit in vetta alla classifica. Alla fine del 2014, gli Exo diventarono gli artisti K-pop best seller dell'anno in Giappone.
Il 7 marzo 2015 gli Exo cominciarono il loro secondo tour, Exo Planet 2 - The Exo'luxion, con 70.000 spettatori durante cinque concerti all'Olympic Gymnastics Arena a Seul. Pubblicarono il loro secondo album in studio Exodus il 30 marzo, sia in coreano che in mandarino. I pre-ordini dell'album superarono le 500.000 copie in ventiquattr'ore, segnando un nuovo record. L'apripista Call Me Baby era stato reso disponibile per il download digitale il 27 marzo, mentre il suo video musicale fu pubblicato quattro giorni dopo; la versione coreana più tardi diventò il video musicale k-pop più visto nella prima metà del 2015. L'album si posizionò al primo posto per quattro settimane consecutive nella Gaon Album Chart e fu venduto oltre un milione di copie. Exodus ricevette il premio Album dell'anno agli Mnet Asian Music Award, dando agli Exo la terza vittoria consecutiva. Nell'aprile 2015 Exodus raggiunse il 95º posto della Billboard 200, rendendo gli Exo gli artisti coreani con il miglior piazzamento in classifica fino a quel momento. Entrarono anche nella Billboard Hot 100 canadese, posizionandosi al 98º posto, divenendo il primo gruppo K-pop e il secondo artista coreano in tale classifica.
Tao fu assente durante le promozioni di Exodus a causa di una ferita e il 24 agosto diventò il terzo membro a presentare una causa contro la SM Entertainment per terminare il suo contratto. Gli Exo pubblicarono la versione riconfezionata di Exodus, chiamata Love Me Right, il 3 giugno 2015, contenente tutte le tracce dell'originale e quattro inediti, tra cui il nuovo apripista "Love Me Right". Durante l'assenza di Tao, il gruppo promosse la canzone con nove membri. La band diventò il primo artista a tenere un concerto in uno stadio con cupola in Sud Corea, con l'Exo - Love Concert in Dome al Gocheok Sky Dome di Seul.
Il 4 novembre 2015, gli Exo pubblicarono il loro singolo giapponese di debutto, Love Me Right ~romantic universe~, il quale contiene la versione giapponese di Love Me Right e un inedito dal titolo Drop That. Il giorno dell'uscita vendette 147.000 copie e raggiunse la vetta della classifica Oricon, diventando il singolo d'esordio in Giappone più venduto da un artista coreano fino a quel momento. Cinque giorni dopo, gli Exo pubblicarono un singolo speciale chiamato Lightsaber per promuovere il film Star Wars - Il risveglio della Forza in Corea del Sud. Il 10 dicembre pubblicarono il loro quarto EP Sing for You, contenente le due canzoni "Sing for You" e "Unfair". L'album infranse il record per le vendite più alte durante la prima settimana di un artista coreano, vendendo 267.900 copie. Inoltre "Unfair" diventò la prima canzone k-pop nella playlist "Migliori della settimana" di Apple Music, e perciò gli Exo furono i primi artisti coreani ad apparire sulla homepage della piattaforma. Parte dei profitti dell'album furono donati alla campagna Smile for U dell'Unicef, per sostenere l'educazione musicale dei bambini in Asia. Nel dicembre 2015, i leader dell'industria dell'intrattenimento sudcoreana posizionarono gli Exo al numero 7 nella top 10 dei leader della cultura pop del 2015, la posizione più alta raggiunta fino ad allora da un artista k-pop.

### 2016-2017:Ex'Act, gli Exo-CBX,The Ware successo internazionale

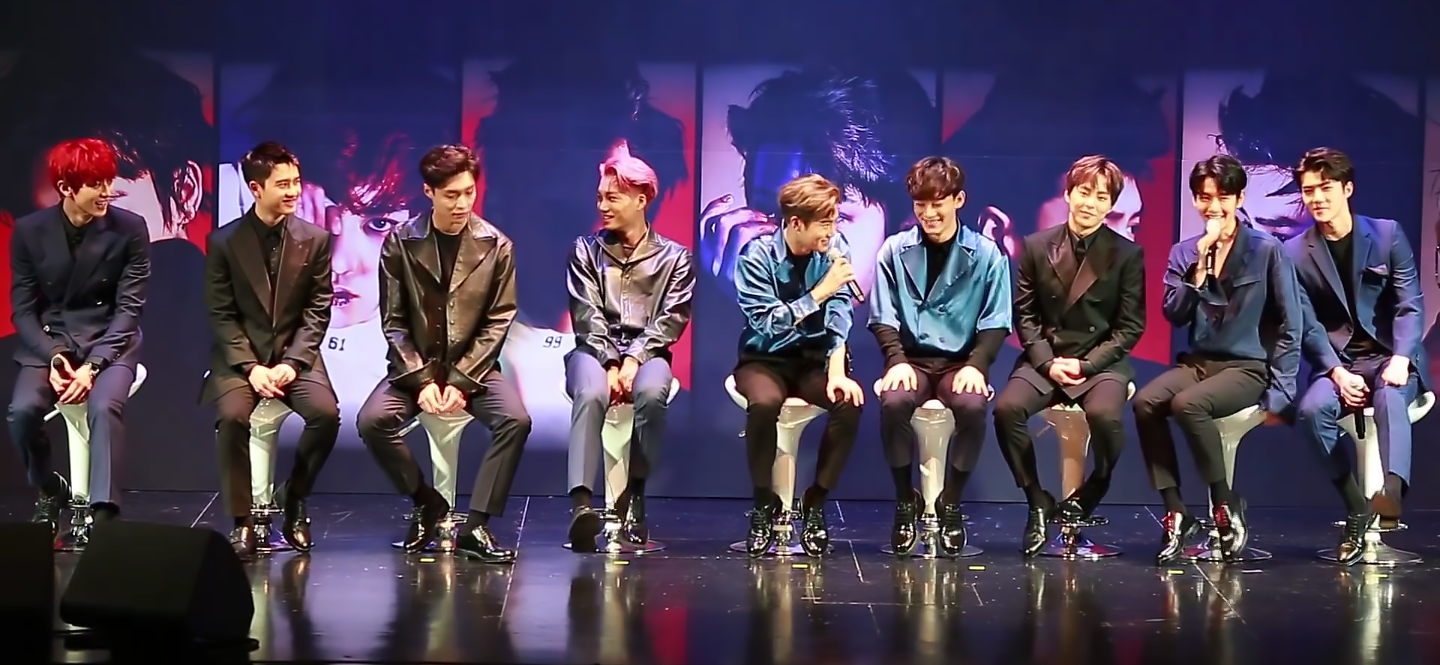
Gli Exo alla conferenza della pubblicazione di Ex'Act nel Giugno 2016.

Il terzo album in studio Ex'Act, insieme ai video degli apripista "Lucky One" e "Monster", furono pubblicati il 9 giugno 2016 sia in coreano che in mandarino. I preordini superarono le 660.000 copie, rendendolo l'album k-pop più preordinato di sempre a quei tempi. Più tardi il CD infranse il record delle vendite più alte durante la prima settimana di un album coreano, stabilito in precedenza dal loro EP Sing For You, vendendo 522,372 copie. "Monster" arrivò al primo posto della classifica Billboard World Digital Songs e "Lucky one" al terzo. La versione riconfezionata di Ex'Act intitolata Lotto fu pubblicata il 18 agosto 2016; contiene quattro inediti, incluso l'apripista con lo stesso nome dell'album, che diventò il loro secondo primo posto nella classifica Billboard World Digital Songs e raggiunse il secondo posto nella Gaon Digital Chart. La versione coreana e cinese dell'album raggiunsero rispettivamente il primo e il secondo posto nella Gaon Album Chart. In due mesi Ex'Act riuscì a vendere oltre 1,17 milioni di copie, diventando il loro terzo album a distribuire oltre un milione di copie e valendo al gruppo il titolo di "venditori da 3 milioni".

Il 21 luglio Kris e Luhan lasciarono ufficialmente il gruppo con la risoluzione delle rispettive dispute contrattuali con la SM Entertainment. Il 22 luglio gli Exo si imbarcarono nel loro terzo tour, Exo Planet 3 - The Exo'rdium, con un record di sei concerti consecutivi all'Olympic Gymnastics Arena; il tour sarebbe finito il 27 e il 28 maggio dell'anno seguente con due concerti al Seoul Olympic Stadium. A giugno Lay dichiarò che si sarebbe dedicato momentaneamente alla sua carriera di attore, e da quel momento fu assente dagli album e alle apparizioni in pubblico del gruppo. Il 31 ottobre Chen, Byun Baek-hyun e Xiumin debuttarono come prima sotto-unità ufficiale degli Exo, gli Exo-CBX. Il 7 dicembre gli Exo pubblicarono il loro secondo singolo giapponese "Coming Over", il quale contiene tre originali. Esso riuscì a raggiungere il secondo posto del Weekly Oricon Chart, vendendo oltre 158.000 copie e diventando il secondo album giapponese della band a ricevere la certificazione Platino dalla Recording Industry Association of Japan. Il quinto EP For Life fu pubblicato il 19 dicembre, che vendette 442.000 copie da lì alla fine dell'anno.

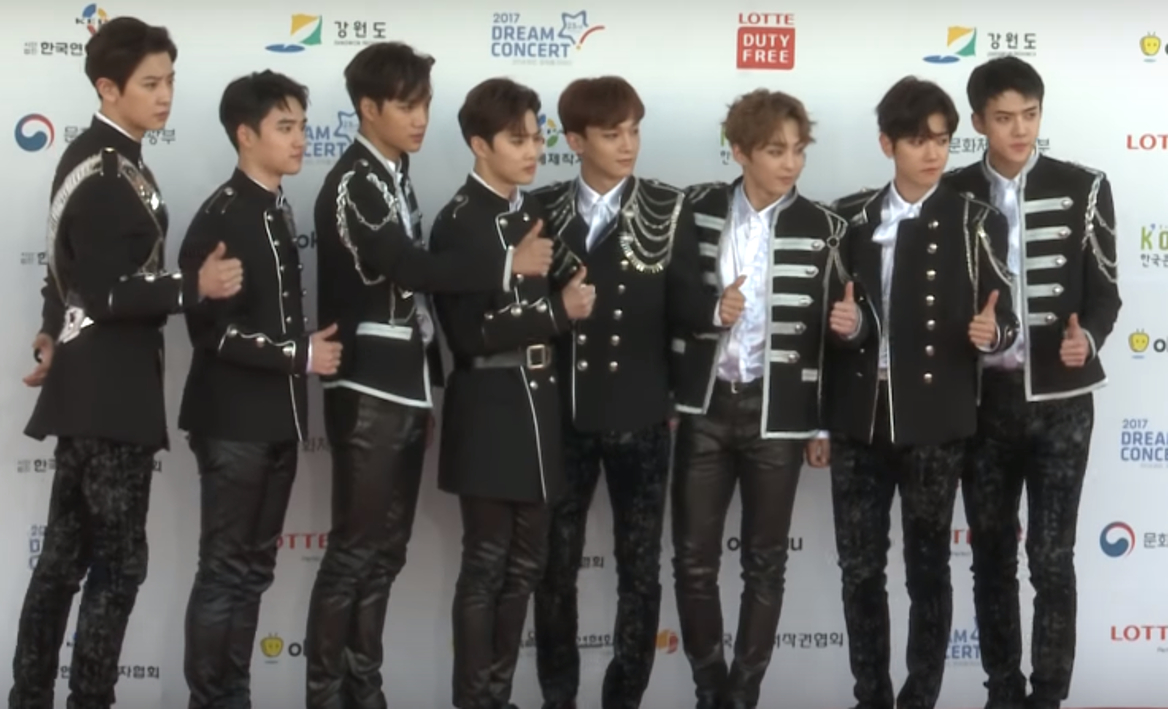
Gli Exo al Dream Concert a giugno 2017.

A inizio 2017 vinsero per la quarta volta consecutiva Album dell'anno ai Golden Disc Award e per la quinta agli Mnet Music Award; furono inoltre Artisti dell'anno per la quarta volta di fila ai Seoul Music Award. Il quarto album in studio The War venne pubblicato il 18 luglio 2017. Esso raccolse 807.235 preordini, sorpassando nuovamente il record di 660.000 da loro imposto in precedenza con Ex'Act. L'apripista "Ko Ko Bop" raggiunse il primo posto della classifica Melon Digital Chart, rendendo gli Exo il primo gruppo K-pop ad arrivare al numero uno dopo le modifiche implementate alla classifica il 27 febbraio 2017. Dopo la pubblicazione l'album registrò le vendite più alte durante la prima settimana di qualsiasi album K-pop, vendendo 602.094 copie. Esso debuttò all'87º posto della Billboard 200, al primo posto della Billboard World Albums Chart e figurò in molte altre classifiche nel mondo. Il 29 agosto il Guinness dei primati edizione 2018 li nominò vincitori del maggior numero di "gran premi" agli Mnet Asian Music Awards. Il 5 settembre viene pubblicata la versione riconfezionata di The War, chiamata The War: The Power of Music; essa contiene tre nuove canzoni, tra cui l'apripista "Power". Il 14 settembre "Power" segnò la 100ª vittoria del gruppo ad un programma musicale sudcoreano. Al 30 novembre le vendite coreane di The War raggiunsero le 1.592.792 copie, diventando così l'album più venduto degli Exo e valendo al gruppo il titolo di "Venditori da 4 milioni".
Il 19 ottobre gli Exo annunciano il loro terzo tour mondiale, Exo Planet #4 - The Elyxion, che iniziò con tre concerti al Gocheok Sky Dome di Seul, dal 24 al 26 novembre 2017. Il 6 dicembre venne pubblicata una versione breve del video musicale del singolo "Electric Kiss", primo estratto dall'album giapponese Countdown in uscita a gennaio. Gli Exo annunciarono anche il loro sesto EP, Universe. Originariamente la pubblicazione era programmata per il 21 dicembre, ma venne rimandata al 26 dicembre a causa della morte di un compagno dell'agenzia, Jonghyun.

### 2018-2019: olimpiadi invernali, EXO-SC eDon't Mess Up My Tempo

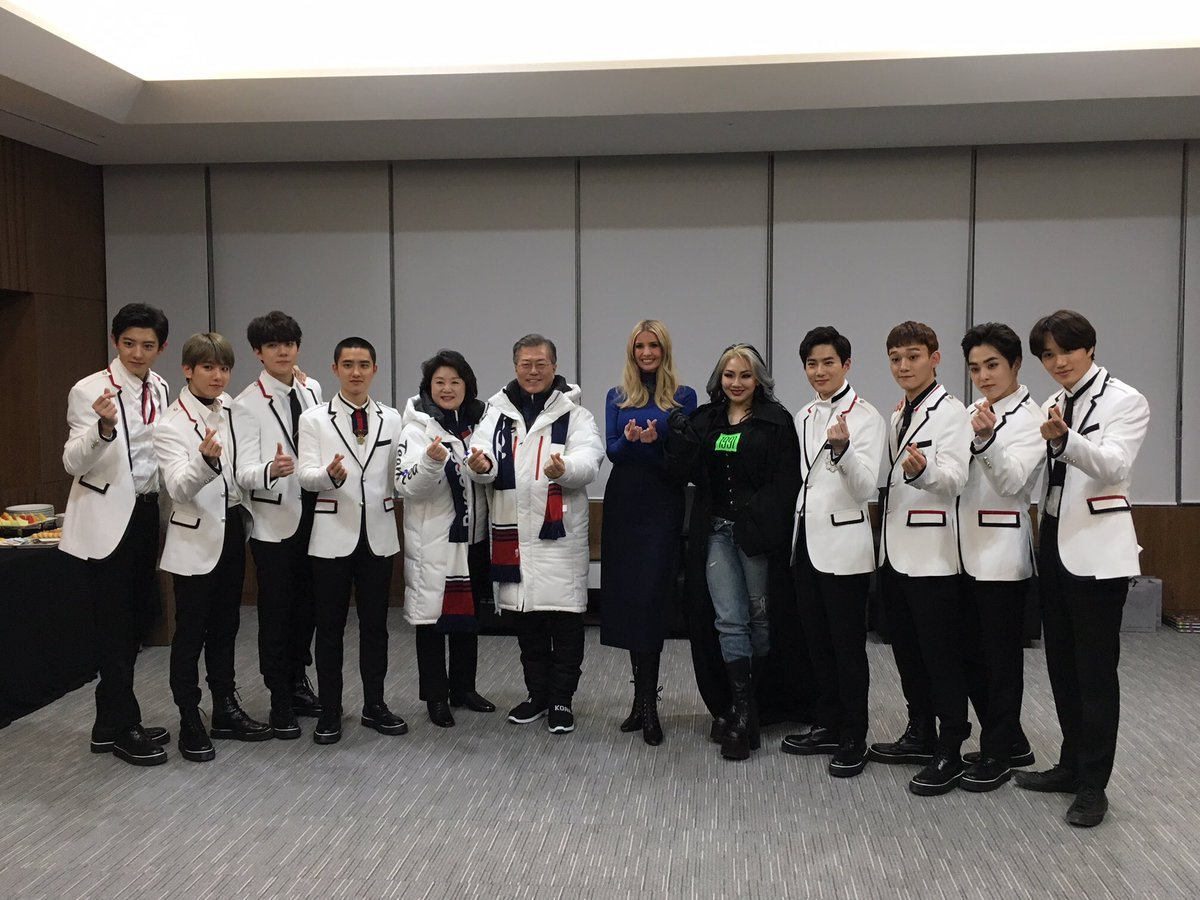
Gli Exo con il presidente della Corea del Sud Moon Jae-in, Ivanka Trump e CL alle Olimpiadi invernali 2018.

Il 16 gennaio 2018 "Power" divenne il primo brano K-pop esibito alla fontana del Burj Khalifa, a Dubai. Avrebbe dovuto essere eseguito fino alla fine di gennaio, ma durò fino al 31 marzo. Il loro primo album in giapponese Countdown uscì il 31 gennaio e apparve al primo posto della classifica settimanale Oricon, vendendo circa 89.000 copie. Ciò rese gli Exo la prima band non giapponese ad aver avuto sia il singolo che l'album d'esordio giapponese in vetta alla classifica settimanale Oricon. Dieci giorni dopo la sua uscita, Countdown fu certificato Oro dalla Recording Industry Association of Japan.
Verso l'inizio di febbraio, fu annunciato che gli Exo si sarebbero esibiti alla cerimonia di chiusura delle Olimpiadi invernali 2018 a Pyeongchang il 25 febbraio come rappresentanti del k-pop insieme a CL. L'annuncio arrivò dopo che Baekhyun cantò l'inno nazionale alla cerimonia di apertura dell'assemblea generale del Comitato Olimpico Internazionale il 5 febbraio, e l'esibizione degli Exo al Concerto D-100 ai Giochi Olimpici Invernali prima dell'inizio delle gare. La performance della band diffusa dai media attirò l'attenzione a livello globale e molti la elogiarono. Nel marzo 2018, la Korean Mint Corporation annunciò che avrebbe creato delle medaglie commemorative ufficiali per gli Exo, onorando la band per il suo contributo alla diffusione globale della cultura coreana come rappresentanti del K-pop. Le nove medaglie, una per ciascun membro, furono svelate il 18 aprile durante una cerimonia a Seul.
Il quinto album in studio degli Exo, Don't Mess Up My Tempo, venne pubblicato il 2 novembre 2018 e fu inciso da tutti e nove i membri, divenendo il primo album del gruppo al completo da Lotto del 2016. Don't Mess up My Tempo superò il milione di copie vendute dando al gruppo il riconoscimento di "venditori da cinque milioni". La versione riconfezionata del disco, Love Shot, uscì il 13 dicembre 2018.
Nel maggio 2019 i componenti del gruppo iniziarono il servizio di leva militare obbligatorio. Xiumin si arruolò il 7 maggio, seguito da D.O. il 1º luglio. A luglio debuttò la seconda sotto-unità degli Exo, gli Exo-SC, formata da Chanyeol e Sehun, che pubblicò l'EP What a Life il 22 del mese. Il gruppo intanto cominciò il tour mondiale Exo Planet #5 - Exploration.
Il sesto album in studio degli Exo, Obsession, è stato pubblicato il 27 novembre 2019. L'album è stato la prima pubblicazione del gruppo come un sestetto, temporaneamente senza Xiumin e D.O. Obsession ha debuttato alla prima posizione nella classifica degli album di Circle Chart.

### 2020-2021: attività soliste eDon't Fight The Feeling
Nel febbraio 2020 SM Entertainment ha rivelato che i membri degli Exo avrebbero avuto come priorità le proprie attività solistiche per il 2020, a causa di una pausa del gruppo data dal servizio di leva militare obbligatoria di molti membri del gruppo. Il 30 marzo 2020 Suho fa il suo debutto solistico con l'EP Self-Portrait. L'album ha debuttato alla prima posizione su Gaon Chart ed ha venduto più di 200.000 copie. Suho si è arruolato nell'esercito poco dopo, il 14 maggio.
Il 25 maggio 2020 Baekhyun pubblica il suo secondo EP, Delight, con il singolo "Candy". L'EP ha avuto più di 730.000 pre-ordini, rendendolo l'album più pre-ordinato da un solista in Corea del Sud. L'album ha inoltre venduto più di 1 milione di copie, rendendo Delight l'album più venduto di un solista sudcoreano sin dal 2001.
Il 1º giugno 2020 Lay pubblica il suo terzo album in studio, Lit, tramite due EP: la prima parte è uscita il 1º giugno, mentre la seconda il 21 luglio. Lit ha venduto 2.5 milioni di copie, facendo Lay l'artista con più copie vendute in Cina.
Il 13 luglio gli Exo-SC pubblicano il loro primo album in studio, 1 Billion Views. L'album ha debuttato alla prima posizione su Gaon Chart.
In seguito Baekhyun e Kai sono tornati nei SuperM per l'album di esordio del gruppo, Super One.  Il 26 ottobre Chen si è arruolato come soldato. Kai esordisce il 30 novembre 2020 con il suo EP eponimo. Il 6 dicembre 2020 Xiumin ha completato il suo servizio militare, mentre D.O il 25 gennaio 2021. Il 5 febbraio Lay pubblica il suo quarto album in studio, Producer. Il 29 marzo anche Chanyeol comincia il suo servizio di leva militare obbligatoria.  II 30 marzo Baekhyun pubblica il suo terzo EP Bambi. Il 7 giugno gli Exo tornano con l'EP speciale Don't Fight the Feeling, con il singolo eponimo. In questa pubblicazione, vi ha partecipato anche Lay, che ha fatto la sua apparizione nel gruppo per la prima volta da Don't Mess Up My Tempo.

## Stile musicale
Gli Exo sono considerati da molti una potenza vocale nel settore del K-pop; le tre voci principali D.O., Chen e Baekhyun hanno ricevuto diversi complimenti da figure chiave dell'industria e dai media. A partire dal 2013, gli Exo hanno pubblicato EP speciali a tema invernale durante il mese di dicembre. Essi contengono ballate classiche ed emotive, che divergono dalle canzoni teatrali e allegre di solito presenti negli album in studio della band. Billboard ha elogiato il brano "Universe" contenuto nel disco invernale omonimo del 2017, dicendo: "con voci elevate ed emotive, gentile cortesia dei membri degli Exo, Universe è una power ballad che mette in mostra i punti di forza del gruppo".
Il gruppo ha lavorato spesso con produttori veterani coreani, americani ed inglesi, tra cui Kim Yeon-jung, Kwon Hyuk, LDN Noise, The Underdogs e MARZ Music. Molte canzoni degli Exo, specialmente gli apripista, i quali presentano generi come l'hip hop, disco e funk con un tocco di pop elettronico, sono prodotti tenendo in particolare riguardo alle esibizioni sul palco. Il cantautore e produttore Harvey Mason Jr. commentò: "Ascoltiamo il loro materiale... e proviamo a fare un ulteriore passo in avanti. Proviamo e facciamo cose nuove e originali ma che suonano ancora come gli Exo... Sanno cantare, sanno ballare, hanno l'energia... È come un pittore che abbia a disposizione per dipingere tutti i colori."
All'inizio della loro carriera, gli Exo sono stati descritti da Billboard come dotati di un sound "interamente ispirato al sound degli ultimi anni '90, primi anni '00... con ritmi più grandi, molti più hook e aggiunta di interruzioni rap e dance". La band ha creato un sound più "maturo" e "scuro" nel 2016 con l'uscita del terzo album in studio Ex'Act, caratterizzato da un maggiore uso di musica dance elettronica e synth-pop. Il loro quarto album in studio, The War, ha continuato ad utilizzare la musica dance elettronica, con l'aggiunta del genere trap. Inoltre, The War è caratterizzato dall'apripista "Ko Ko Bop", ispirato al reggae. Sebbene non sia stata la prima traccia ispirata al reggae del K-pop, gli Exo sono stati lodati per aver ibridato anti-convenzionalmente i sound rilassati del reggae con quelli più pesanti dell'elettronica.

## Formazione
- Suho (수호) – leader, voce (2012-presente)
- Xiumin (슈민) – voce, rap (2012-presente)
- Lay (래이) – voce (2012-presente)
- Byun Baek-hyun (백현) – voce (2012-presente)
- Chen (첸) – voce (2012-presente)
- Park Chan-yeol (찬열) – voce, rap (2012-presente)
- D.O. (디오) – voce (2012-presente)
- Kai (카이)  – voce, rap (2012-presente)
- Oh Se-hun (세훈) – voce, rap (2012-presente)

Ex-membri
- Kris Wu (吴亦凡,크리스 우） – leader (degli Exo-M), voce, rap (2012-2014)
- Luhan (鹿晗, 루한) – voce (2012-2014)
- Huang Zitao (황지타오 ,黄子韬) – voce, rap (2012-2015)

Sottogruppi
- Exo-K (Suho, Baek-hyun, Chan-yeol, D.O., Kai, Se-hun; 2012-2015)
- Exo-M (Xiumin, Lay, Chen, Kris, Luhan, Tao; 2012-2015)
- Exo-CBX (Chen, Baek-hyun, Xiumin; 2016-presente)
- Exo-SC (Se-hun, Chan-yeol; 2019-presente)

## Discografia

### Album in studio
In lingua coreana e cinese
- 2013 – XOXO
- 2015 – Exodus
- 2016 – Ex'act
- 2017 – The War

In lingua coreana
- 2018 – Don't Mess Up My Tempo
- 2019 – Obsession
- 2023 – Exist

In lingua giapponese
- 2018 – Countdown

## Tournée

### Da protagonista
- Exo from Exoplanet #1 - The Lost Planet (2014)
- Exo Planet #2 - The Exo'luxion (2015-2016)
- Exo Planet #3 - The Exo'rdium (2016–2017)
- Exo Planet #4 - The Elyxion (2017–2018)
- Exo Planet #5 - Exploration (2019)

### In comune
- Sm Town Live World Tour III (2012–2013)
- Sm Town Live World Tour IV (2014–2015)
- SM Town Live World Tour V (2016)
- SM Town Live World Tour VI (2017–2018)

### Per sostegno
- Super Junior - Super Show 4 (solo gli Exo-M) (2012)

## Filmografia

### Programmi televisivi
- CBP CONNECT 2.0 - EXO-SC - trasmissione online (2020)
- EXO-SC 'SUMMER PARADISE' - trasmissione online (2020)
- Access Showbiz Tonight (본격연예 한밤) - EXO-SC - trasmissione televisiva, 1 episodio (2020)
- SM syupeo aidolligeu sijeun8 (SM 슈퍼 아이돌리그 시즌8) (CHANYEOL & SEHUN) - online, 5 episodi (2020)
- 2020 DREAM CONCERT 'CONNECT:D' - EXO-SC - trasmissione online (2020)
- Eommaga jamdeun hue (마가 잠든 후에) - EXO-SC - trasmissione online (2020)
- Choejalodeu-CHOIZAROAD (최자로드-CHOIZAROAD) - EXO-SC - web broadcasting (2020)
- A-nation online 2020 - EXO-SC - online (2020)
- Appa an janda After_zzZ (아빠 안 잔다 After_zzZ) - EXO-SC - web broadcasting (2020)
- After School Activities (Dong Dong Shin Ki) - EXO-SC (2020)